# Ingo Langhans
Ingo Langhans ist ein deutscher Lehrer und Autor von Schulbüchern. Er hat sich auf die Bereiche Politik und Wirtschaft spezialisiert. In Zusammenarbeit mit Stefan Prochnow hat er zahlreiche Werke u. a. im Klett-Verlag publiziert.
Er unterrichtete mehrere Jahre am Bernhard-Riemann-Gymnasium in Scharnebeck und war Koordinator am Gymnasium Herderschule in Lüneburg. Ab 2011 war er stellvertretender Leiter am Gymnasium Bornbrook in Hamburg. Seit Beginn des Schuljahres 2019/20 ist Langhans Leiter des Hamburger Charlotte-Paulsen-Gymnasiums. 
Seit Februar 2024 ist er Schulleiter der Eilun Feer Skuul in Wyk auf Föhr.

## Themenheftreihen für die Sekundarstufe II (länderspezifisch)

### Themenheftreihe: Geschichte und Geschehen, Oberstufe (Niedersachsen)
- Jessica Fechner, Ingo Langhans, Michael Sauer: Wurzeln unserer Identität: National-sozialismus und deutsches Selbstverständnis. Die Gesellschaft des Kaiserreiches hrsg. von Michael Sauer, Klett Verlag, Stuttgart; Leipzig 2012
- Michael Epkenhans, Sönke Jaek, Ingo Langhans u. a.: Krisen Umbrüche und Revolutionen: Die Weltwirtschaft in der Krise hrsg. von Michael Sauer, Klett Verlag, Stuttgart; Leipzig  2011

### Themenheftreihe: Kompetent in Wirtschaft (Baden-Württemberg)
- Ingo Langhans u. Stefan Prochnow: Markt und Verbraucher, Klett Verlag, Stuttgart; Leipzig  2013
- Ingo Langhans u. Stefan Prochnow: Unternehmen und Arbeitswelt, Klett Verlag, Stuttgart; Leipzig  2012
- Ingo Langhans u. Stefan Prochnow: Welthandel und Weltfinanzsystem, Klett Verlag, Stuttgart; Leipzig  2011
- Ingo Langhans u. Stefan Prochnow: Markt und  Staat, Klett Verlag, Stuttgart; Leipzig  2011

### Themenheftreihe: Politik. Wirtschaft. Gesellschaft (Niedersachsen)
- Michael Ebert, Ingo Langhans u. Stefan Prochnow: Ergänzungsband Zentralabitur 2015, Klett Verlag, Stuttgart; Leipzig  2013
- Michael Ebert, Ingo Langhans u. Stefan Prochnow: Ergänzungsband Zentralabitur 2014, Klett Verlag, Stuttgart; Leipzig  2012
- Ingo Langhans u. Stefan Prochnow: Internationale Wirtschaftsbeziehungen, Klett Verlag, Stuttgart; Leipzig  2011
- Ingo Langhans u. Stefan Prochnow: Wirtschaftspolitik in der Sozialen Marktwirtschaft, Klett Verlag, Stuttgart; Leipzig  2010
- Ingo Langhans u. Stefan Prochnow: Die Bundesrepublik Deutschland in der globalisierten Welt, Klett Verlag, Stuttgart; Leipzig 2010
- Ingo Langhans u. Stefan Prochnow: Demokratie und sozialer Rechtsstaat, Klett Verlag, Stuttgart; Leipzig 2010
- Ingo Langhans u. Stefan Prochnow: Das Ringen um Frieden und Sicherheit, Klett Verlag, Stuttgart; Leipzig 2009
- Ingo Langhans u. Stefan Prochnow: Internationale Sicherheits- und Friedenspolitik, Klett Verlag, Stuttgart; Leipzig 2009
- Ingo Langhans u. Stefan Prochnow: Energiepolitik im Wandel, Auer Verlag, Donauwörth 2009
- Ingo Langhans u. Stefan Prochnow: Politische Willensbildungsprozesse, Auer Verlag, Donauwörth 2008
- Ingo Langhans u. Stefan Prochnow: Friedenssicherung im 21. Jahrhundert, Auer Ver-lag, Donauwörth 2008

## Schulbücher für die Sekundarstufe I (Gymnasium, Mecklenburg-Vorpommern, Sachsen)
- Ingo Langhans u. Stefan Prochnow: Gemeinschaftskunde/Rechtserziehung/Wirtschaft, Band 2: Wirtschaftsordnung der Bundesrepublik Deutschland und Internationale Politik, Auer Verlag, Donauwörth 2007.
- Ingo Langhans u. Stefan Prochnow: Gemeinschaftskunde/Rechtserziehung/Wirtschaft, Band 1: Politisches System und Rechtsordnung der Bundesrepublik Deutschland, Auer Verlag, Donauwörth 2007.
- Ingo Langhans u. Stefan Prochnow: Arbeit-Wirtschaft-Technik, Band 4: Internationale Wirtschaftsbeziehungen, Auer Verlag, Donauwörth 2005
- Ingo Langhans u. Stefan Prochnow: Arbeit-Wirtschaft-Technik, Band 3: Wirtschafts-ordnungen und Staat in der Marktwirtschaft, Auer Verlag, Donauwörth 2004
- Ingo Langhans u. Stefan Prochnow: Arbeit-Wirtschaft-Technik, Band 2: Privater Haus-halt und Unternehmen, Auer Verlag, Donauwörth 2003
- Ingo Langhans u. Stefan Prochnow: Arbeit-Wirtschaft-Technik, Band 1: Informatik im Wirtschaftsleben, Auer Verlag, Donauwörth 2003